# David Duchovny
David William Duchovny (født 7. august 1960) er en amerikansk skuespiller, forfatter, instruktør og sanger. Han er mest kendt for rollerne i tv-serierne X-Files, som FBI-agent Fox Mulder, og Californication, som forfatteren Hank Moody. Begge roller har indbragt ham Golden Globe-priser for hans skuespillerpræstationer.
Han var gift med skuespillerinden Téa Leoni fra 1997 til 2008. De har to børn; en datter, Madelaine West Duchovny og en søn, Kyd Miller Duchovny. Familien boede i Malibu, Californien.

## Filmografi i udvalg

### Film
- Beethoven (1992)
- Chaplin (1992)
- kalifornia 1993
- Playing god (1997)
- Zoolander (2001)
- Evolution (2001)
- Connie and Carla (2004)
- Things We Lost in the Fire (2007)
- The X-Files: I Want to Believe (2008)
- The Joneses (2009)

### Tv
- Twin Peaks (1990-1991)
- X-files (1993-2002)
- The Simpsons (1997), "The Springfield Files"
- Sex and the City (2003), en episode
- Californication (2007-2014)
- Law & Order: Criminal Intent, en episode

Albums
- Hell or Highwater (2015)

- Every Third Thought (2018)

- Kommende tredje studiealbum (2020/2021)